# Zeebo
Zeebo — гральна консоль сьомого покоління, розроблена компанією Zeebo Inc. Окрім грати у відеоігри, дозволяє з’єднуватися з мережею Інтернет, спілкуватися онлайн і запускати навчальні програми. Zeebo орієнтована на ринки, що розвиваються, такі як Бразилія, Мексика та Китай.
Консоль позиціонується як альтернатива дорогим, більш потужним консолям свого покоління.

## Технічні характеристики
Консоль розроблена на базі процесора Qualcomm. За графіку і аудіо відповідає чип ARM11 / QDSP-5 з тактовою частотою 528 МГц. Підтримка 3D-відео забезпечується графічним ядром Qualcomm Adreno 130. Zeebo володіє 1 ГБ флеш-пам'яті для зберігання ігор, ОЗП обсягом 160 МБ: 128 МБ (окремий модуль) і 32 МБ (інтегрована в чипсет). Приставка має три порти USB 2.0, USB OTG (Mini B), коннектор RCA, та кард-рідер. Також приставка обладнана модулями GSM / GPRS / EDGE і UMTS / HSDPA / HSUPA.
Існує альтернативний безпровідний контролер Boomerang, обладнаний акселерометром і вбудованим датчиком руху.
З 2010 року в комплект входить також клавіатура і оновлений геймпад.

## Ігри
Консоль дозволяє грати в такі ігри як FIFA 09, Resident Evil 4, Need for Speed: Carbon або Quake.
Ігри купляються за віртуальну валюту Z-Credits, або за реальну шляхом банківського переказу, кредитної чи платіжної картки. За бездротове підключення консолі до мережі абонентська плата не знімається.
При покупці гра завантажується у пам'ять консолі. Якщо користувач видалить гру, при повторному завантаженні її доведеться заново оплатити.